# Daniel Roebuck
Pour les articles homonymes, voir Roebuck.
Daniel Randall James Roebuck est un acteur et producteur de cinéma américain né le 4 mars 1963 à Bethlehem (Pennsylvanie).

## Filmographie

### Cinéma
- 1981 : Les Yeux de la terreur (Night School) de Ken Hughes (non crédité)
- 1986 : Le Fleuve de la mort de Tim Hunter ( Samson/John)
- 1987 : Dudes de Penelope Spheeris : Biscuit
- 1988 : Rien à perdre (Miles from Home) : Young Tropper
- 1993 : Le Fugitif : US Marshall Bob Biggs
- 1998 : U.S. Marshals : Deputy Marshal Bobby Biggs
- 2000 : Destination finale : agent Weine
- 2002 : We were soldiers : Medivac commander
- 2002 : Bubba Ho-tep : un employé des pompes funèbres
- 2003 : Cody Banks, agent secret (Agent Cody Banks) : M. Banks
- 2004 : Red Riding Hood : père de Red
- 2004 : The Sure Hand of God de Michael Kolko : Marcus Bowser
- 2005 : The Devil's Rejects de Rob Zombie : Morris Green
- 2005 : Katya - Victime de la mode (Confessions of a Sociopathic Social Climber) : Alex
- 2006 : Flourish de Kevin Palys : Charles Covner
- 2007 : À la recherche de Noël (Christmas Is Here Again) : Paul Rocco / Jacque (voix)
- 2007 : Halloween : Lou
- 2009 : Halloween 2 : Lou
- 2009 : The Haunted World of El Superbeasto : Morris Green
- 2011 : That's what I am : Mr Nichols
- 2012 : John Dies at the End de Don Coscarelli
- 2013 : The Lords of Salem de Rob Zombie : Michael "The Black Hood" Sullivan
- 2015 : Soaked in Bleach de Benjamin Statler
- 2016 : 31 : Paster Victor
- 2022 : The Munsters : Grand-Père Munster
- 2024 : Terrifier 3 : le père Noël

### Télévision
- 1996 : Nash Bridges : inspecteur Rick Bettina
- 1996 : The Late Shift : Jay Leno
- 1995 : Matlock : Cliff Lewis
- 2002 : Un Noël en famille (Mary Christmas) : Mac Reeves
- 2004 : Lost : Les Disparus : Leslie Arzt
- 2005 : Meurtre au Présidio (Murder at the Presidio) : Major Dawson
- 2006 : The Closer : L.A. enquêtes prioritaires : Alan Roth (Saison 2 épisode 5)
- 2007 : Desperate Housewives : Mr. Flannery (Saison 2 épisode 02)
- 2007 : Perdues dans la tourmente (A Family Lost) : Steve Walsh
- 2009 - 2010 : Sonny : M. Condor
- 2010 : Les Sorciers de Waverly Place : M. Evans
- 2011 : Grimm (saison 1/4): Lieutenant Peter Orson
- 2011 : Le Prix d'une vie (Final Sale) : Ted
- 2012 : The Walking Dead: Cold Storage : B.J
- 2015 : Marvel : Les Agents du SHIELD : John, l'agent de probation de Lincoln (épisode 3.03)

Daniel Roebuck est également apparu dans de nombreuses séries comme Les Experts (CSI: Crime Scene Investigation), Bones, Glee, Six Feet Under ou encore Cold Case.

### Ludographie
- 2011 : L.A. Noire - Mark Bishop
- 2019 : Star Wars Jedi: Fallen Order - Greez Dritus[1]